# Тіффані Дабек
Тіффані Дабек (англ. Tiffany Dabek; нар. 14 березня 1980) — колишня американська тенісистка.
Найвищу одиночну позицію світового рейтингу — 170 місце досягла 12 вересня 2005, парну — 254 місце — 9 лютого 2004 року.

## Фінали ITF
| турніри $25,000 |
| турніри $10,000 |

### Одиночний розряд (5–3)
| Результат | Ранг | Дата            | Турнір              | Покриття | Суперниця у фіналі  | Рахунок у фіналі        |
| Перемога  | 1.   | 2 жовтня 2000   | Галландейл-Біч, США | Ґрунт    | Габріела Волекова   | 5–3, 2–4, 4–2, 3–5, 4–2 |
| Поразка   | 2.   | 20 січня 2002   | Гейнсвілл, США      | Тверде   | Ванесса Вебб        | 4–6, 0–6                |
| Поразка   | 3.   | 23 червня 2002  | Таллінн, Естонія    | Ґрунт    | Петра Цетковська    | 3–6, 6–4, 1–6           |
| Перемога  | 4.   | 22 вересня 2003 | Ролі, США           | Ґрунт    | Едіна Галловіц-Халл | 3–6, 7–5, 6–3           |
| Перемога  | 5.   | 20 квітня 2004  | Хаманако, Японія    | Килим    | Чжань Цзіньвей      | 6–2, 6–3                |
| Поразка   | 6.   | 9 жовтня 2004   | Лагос, Нігерія      | Тверде   | Саня Мірза          | 3–6, 7–5, 3–6           |
| Перемога  | 7.   | 23 жовтня 2004  | Лагос, Нігерія      | Тверде   | Агнеш Сатмарі       | 7–5, 6–0                |
| Перемога  | 8.   | 15 січня 2006   | Тампа, США          | Тверде   | Василіса Бардіна    | 5–7, 7–6(3), 6–3        |

### Парний розряд (4–4)
| Результат | No | Дата              | Турнір              | Покриття | Партнерка            | Суперниці у фіналі                  | Рахунок       |
| Поразка   | 1. | 22 листопада 1998 | Сан-Паулу, Бразилія | Ґрунт    | Юлія Мирна           | Андреа Шебова Сільвія Уріцкова      | 0–6, 2–6      |
| Перемога  | 2. | 13 серпня 2000    | Ліма, Перу          | Ґрунт    | Сесілія Гільєнеа     | Ваніна Гарсія Сокол Клаудія Сальгес | 7–6, 6–2      |
| Перемога  | 3. | 20 серпня 2000    | Ла-Пас, Болівія     | Ґрунт    | Сесілія Гільєнеа     | Наталія Беллізія Ана Паула Нуваес   | 6–3, 6–3      |
| Поразка   | 4. | 13 травня 2002    | Бромма, Швеція      | Ґрунт    | Жоана Кортез         | Катарина Мишич Драгана Зарич        | 4–6, 4–6      |
| Перемога  | 5. | 22 вересня 2003   | Ролі, США           | Ґрунт    | Марія Фернанда Алвеш | Морін Дрейк Едіна Галловіц-Халл     | 2–6, 6–3, 6–1 |
| Поразка   | 6. | 23 листопада 2003 | Пуебла, Мексика     | Тверде   | Димана Крастевич     | Стефані Гезлетт Кейсі Смеші         | 1–6, 5–7      |
| Поразка   | 7. | 9 квітня 2006     | Пелам, США          | Ґрунт    | Шанелль Схеперс      | Тетяна Лужанська Романа Теджакусума | 4–6, 1–6      |
| Перемога  | 8. | 23 травня 2006    | Градо, Італія       | Ґрунт    | Шанелль Схеперс      | Мелін Андрійо Ніка Ожегович         | 6–4, 4–6, 7–6 |